# Wełykyj Prawutyn
Wełykyj Prawutyn (ukr. Великий Правутин) – wieś na Ukrainie, w obwodzie chmielnickim, w rejonie szepetowskim, w hromadzie Berezdów. W 2001 liczyła 505 mieszkańców, spośród których 503 wskazało jako ojczysty język ukraiński, a 2 rosyjski.